# 1109 w polityce

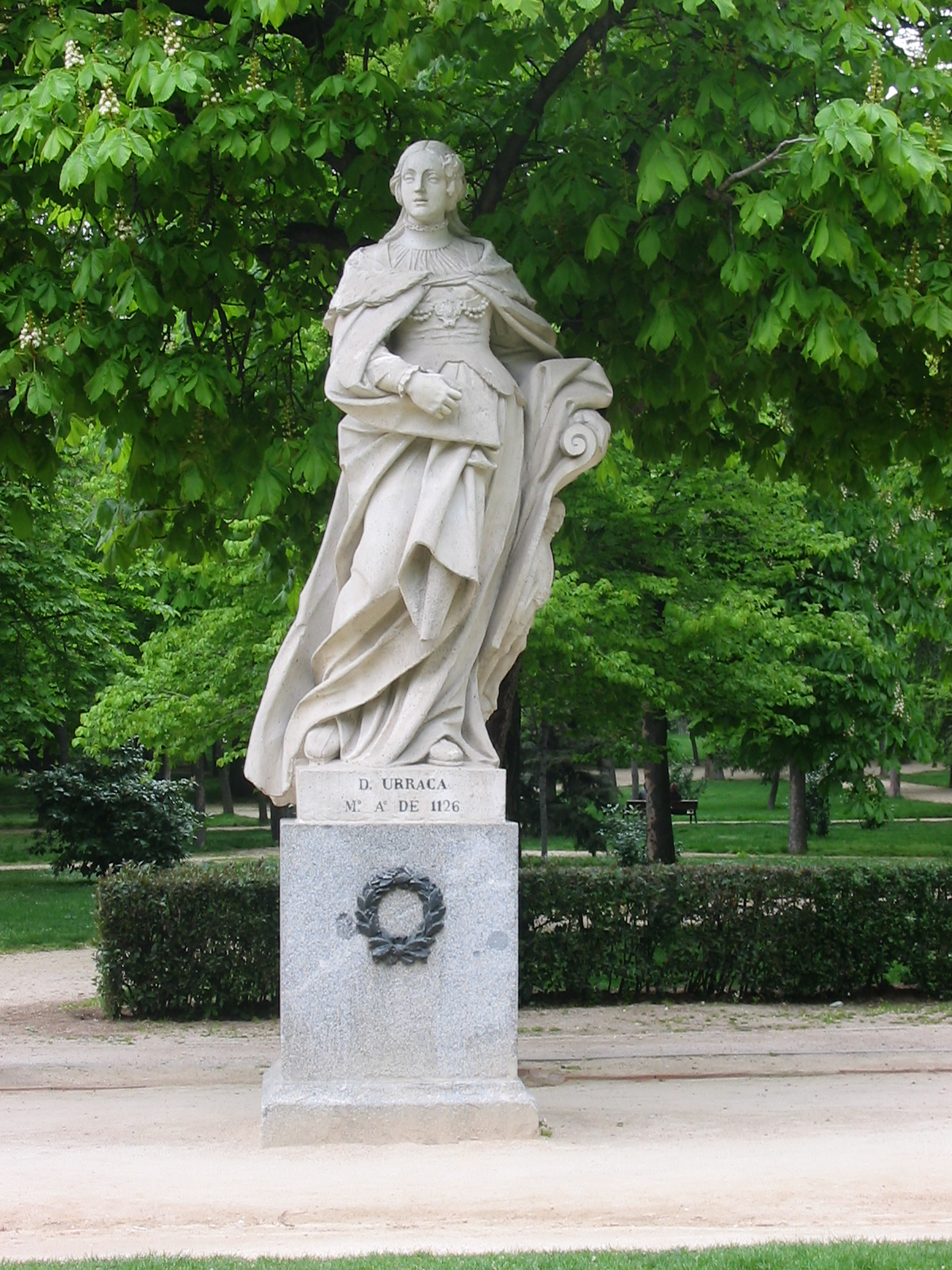
Urraka Kastylijska

Wydarzenia polityczne w 1109 roku.

## Wydarzenia
- 30 czerwca Alfons I Waleczny[1] ożenił się z Urraką Kastylijską[2][3].
- Wyprawa króla Niemiec Henryka V przeciwko Polsce.
- Od 24 sierpnia Obrona Głogowa przed Niemcami.
- Bitwa na Psim Polu[4].